# Т
Т, т (Te) é uma letra do alfabeto cirílico (vigésima do alfabeto russo, vigésima terceira do ucraniano).
Representa /t̪/, a oclusiva dental surda, exceto antes de uma vogal palatalizadora, quando sua pronúncia é [tj] ou [tsj].
Originou-se da letra grega Τ (Tau), assim como a letra T do alfabeto latino.